# Ярище
Ярище — село в Колпнянском районе Орловской области России. Административный центр Ярищенского сельского поселения.

## География
Село находится в юго-восточной части Орловской области, в лесостепной зоне, в пределах центральной части Среднерусской возвышенности, на левом берегу реки Быстрая Сосна, на расстоянии примерно 5 км (по прямой) к востоку-северо-востоку (ENE) от посёлка городского типа Колпна, административного центра района. Абсолютная высота — 210 м над уровнем моря.
Климат
Климат характеризуется как умеренно континентальный. Средняя температура января −8,5 °C, средняя температура июля +18,5 °C. Годовое количество осадков 500—550 мм (средняя сумма осадков 515 мм). Среднегодовая температура воздуха составляет +4,6 °C.
Часовой пояс
Село Ярище, как и вся Орловская область, находится в часовой зоне МСК (московское время). Смещение применяемого времени относительно UTC составляет +3:00.

## Население
| 2002 | 2010 |
| ---- | ---- |
| 551  | ↘464 |

Половой состав
По данным Всероссийской переписи населения 2010 года, в гендерной структуре населения мужчины составляли 46,3 %, женщины — соответственно 53,7 %.
Национальный состав
Согласно результатам переписи 2002 года, в национальной структуре населения русские составляли 97 % из 551 чел.

## Улицы
| - ул. Короли, - ул. Лесная, - ул. Надпрудная, - ул. Садовая, | - ул. Центральная, - ул. Школьная, - ул. Яновская. |